# Nicolas Milesi
Pour les articles homonymes, voir Milesi.
Nicolas Milesi, né le 22 juillet 2004 à Clusone, est un coureur cycliste italien.

## Biographie
Nicolas Milesi est né en juillet 2004 à Clusone, d'un père maçon et d'une mère active dans une agence de protection de la santé. Il grandit dans la localité voisine de Parre. Vers l'âge de sept ans, il prend sa première licence cycliste pour accompagner un ami, lui-même pratiquant de ce sport,. Au début de sa carrière, il se consacre au VTT. Il devient notamment champion national d'Italie en 2020.
En 2022, il porte les couleurs de la Ciclistica Trevigliese. Actif sur route, il se distingue lors des championnats d'Europe juniors en terminant premier du contre-la-montre en relais mixte et sixième du contre-la-montre individuel, avec la sélection italienne. La même année, il se classe troisième de la course en ligne et de l'épreuve chronométrée aux championnats d'Italie juniors. Il finit également troisième du Trofeo Buffoni, onzième du Grand Prix Rüebliland ou encore dix-septième de Paris-Roubaix juniors. 
En 2023, il intègre l'équipe continentale MBH Bank-Colpack-Ballan. Il abandonne à cette occasion le VTT pour basculer définitivement vers la route. Bon rouleur, il prend la deuxième place du championnat d'Italie du contre-la-montre espoirs. Il termine aussi quatrième du Grand Prix Industrie del Marmo, disputé sur un parcours escarpé. En juillet, il est sacré champion d'Italie du contre-la-montre par équipes espoirs, avec plusieurs coéquipiers. Sa saison est cependant interrompue dès le mois d'août en raison d'une lourde chute. Il est néanmoins repéré par Emmanuel Hubert, le manager de la formation Arkéa-B&B Hotels. Grâce à ses performances, il signe un premier contrat avec les dirigeants de la structure française, qui l'incorporent dans sa nouvelle réserve en 2024. Il ne délaisse pas pour autant son cursus universitaire en poursuivant des études dans le domaine du sport à Rome. 
Au printemps 2024, il finit septième d'Eschborn-Francfort espoirs. Il brille également au milieu des professionnels en terminant quinzième du ZLM Tour.

## Palmarès et résultats

### Palmarès par année
- 2022
  -  Champion d'Europe du contre-la-montre en relais mixte juniors
  - 3e du championnat d'Italie du contre-la-montre juniors
  - 3e du championnat d'Italie sur route juniors
  - 6e du championnat d'Europe du contre-la-montre juniors
- 2023
  -  Champion d'Italie du contre-la-montre par équipes espoirs
  - 2e de Vicence-Bionde
  - 2e du championnat d'Italie du contre-la-montre espoirs
- 2024
  - 2e du championnat d'Italie du contre-la-montre espoirs
  - 9e du championnat d'Europe du contre-la-montre espoirs
- 2025
  - 5e épreuve (contre-la-montre par équipes) du Circuit des plages vendéennes
  - 2e du championnat d'Italie du contre-la-montre espoirs

### Classements mondiaux
| Année                                 | 2023  | 2024  |
| ------------------------------------- | ----- | ----- |
| Classement mondial                    | 1433e | 1639e |
| UCI Europe Tour                       | 966e  | nc    |
|                                       |       |       |
| Légende : nc = non classéSource : UCI |       |       |